# Australian Defence Satellite Communications Station
La station australienne de communications par satellite pour la défense (ADSCS) est située à Kojarena, à 30 kilomètres au nord-est de Geraldton, en Australie-Occidentale. La station fait partie du réseau américain de renseignement d'origine électromagnétique et d'analyse des signaux ECHELON, exploitée dans le cadre du traité UKUSA,.

## Installations
La station dispose de quatre antennes paraboliques qui interceptent les communications des satellites régionaux russe, chinois, japonais, indien et pakistanais et des satellites de communication internationaux (INTELSAT et COMSAT), dans l’ensemble des régions de l’océan Indien et de l’Asie du Sud-Est. Le personnel est constitué d'agents de la Direction australienne des signaux (ASD) et de l’Agence nationale de sécurité américaine (NSA).
En 2007, après la signature d'un accord, il a été annoncé qu'une installation de communication militaire américaine supplémentaire mais distincte serait construite dans l'enceinte du site. Il s'agit de trois antennes de 19 mètres et de deux antennes plus petites constituant une station terrestre conjointe américano-australienne pour le système Mobile User Objective System du Département américain de la Défense, un ensemble de satellites en réseau à bande étroite. Ces communications par satellite à ultra-haute fréquence permettent des télécommunications mobiles 3-G tout-terrain, peu importe la situation météorologique,,.